# Lønmodtagernes Dyrtidsfond
Lønmodtagernes Dyrtidsfond eller blot LD er en organisation, der blev oprettet i 1980 for at forvalte de penge, som staten ikke længere skulle regulere lønningerne med i tilfælde af prisstigninger. 
Op igennem 1970'erne var inflationen til stadighed blevet større på trods af stagnation. Dette var en usædvanlig og særligt ugunstig situation, som blev kaldt stagflation. For at komme noget af problemet til livs, indefrøs regeringen en del af den automatiske dyrtidsregulering fra 1976 til 1982, hvorefter den automatiske dyrtidsregulering helt blev afskaffet.
De penge, der var blevet indefrosset i perioden, blev placeret i Lønmodtagernes Dyrtidsfond efter et forlig mellem regeringen og den faglige hovedorganisation LO.  
Den første direktør blev også hentet i LO i form af cheføkonom Holger Jensen. I 1986 blev Holger Jensen afløst af Poul Nyrup Rasmussen (den senere statsminister). 
Poul Nyrup Rasmussen omdannede Lønmodtagernes Dyrtidsfond til et aktivt investeringsselskab, og selskabets kapital blev således bedre forrentet. 
I dag fungerer LD stadig som pensionsselskab for de personer, der ikke fik udbetalt deres dyrtidsportioner i 1970'erne. LD rådede ved udgangen af 2017 over en formue på 41,6 mia. kroner. Disse midler er de indefrosne dyrtidsportioner fra 1977 til 1979 – i alt 7,7 mia. kr. i datidskroner.

## Indefrosne feriepenge
Ved ikrafttrædelsen af den nye ferielov i 2020 var det meningen at alle feriepenge optjent mellem september 2019 og august 2020 skulle indefryses indtil den enkelte lønmodtager går på pension. LD blev udpeget til at forvalte de indefrosne feriepenge og skiftede i den anledning navn til LD Fonde, som nu administrerer de to fonde Lønmodtagernes Dyrtidsmidler (den tidligere Dyrtidsfond) og Lønmodtagernes Feriemidler.
Indbetalingerne af feriepenge til indefrysning kom dog dårligt nok i gang før coronaviruspandemien ændrede billedet. For at sætte gang i samfundsøkonomien efter de langvarige nedlukninger besluttede Folketinget alle alligevel kan vælge at få deres indefrosne feriepenge udbetalt allerede i 2020 og 2021. Den mulighed benyttede de fleste af danskerne sig af. Omkring en tredjedel (900.000 lønmodtagere) har valgt at lade deres feriepenge stå hos Lønmodtagernes Feriemidler som en ekstraordinær skattebegunstiget pensionsopsparing.